# Kenneth V. Thimann
Kenneth Vivian Thimann (5 août 1904 - 15 janvier 1997) est un phytophysiologiste et microbiologiste anglo-américain connu pour ses études sur les hormones végétales, qui ont une grande influence sur l'agriculture et l'horticulture. Il a isolé et déterminé la structure de l'auxine, la première hormone végétale connue. Il passe la majeure partie de sa première carrière (1935-1965) à l'Université Harvard, et sa carrière ultérieure (après 1965) à l'Université de Californie, Santa Cruz .

## Biographie
Thimann est né à Ashford, en Angleterre. Il étudie la chimie et la biochimie à l'Imperial College de l'Université de Londres (obtenant un B.Sc. et un Ph.D.) et obtient également un diplôme de l'Université de Graz. Après plusieurs années d'enseignement à l'Université de Londres, Thimann rejoint le California Institute of Technology en 1930. En 1935, il rejoint le département de biologie de l'Université Harvard. Il est l'auteur d'un livre influent sur les hormones végétales, Phytohormones, en 1937 (co-écrit avec Frits Warmolt Went). Thimann est directeur des laboratoires biologiques de Harvard en 1946, poste qu'il occupe jusqu'en 1950. En 1955, il écrit The Life of Bacteria, un livre influent sur la microbiologie. De 1962 jusqu'à son départ de Harvard en 1965, Thimann est le professeur Higgins de biologie.
Thimann part à l'Université de Californie à Santa Cruz (UCSC) en 1965, l'année de sa fondation, pour devenir le premier prévôt du Crown College. À l'UCSC, il est en grande partie responsable de la construction des départements scientifiques de la nouvelle université. Il joue également un rôle central dans la promotion de l'arboretum de l'UCSC et de sa collection botanique. Après avoir pris sa retraite en tant que prévôt en 1972, Thimann reste à l'UCSC jusqu'en 1989, date à laquelle il part à Haverford, en Pennsylvanie. En 1977, il écrit Hormone Action in the Whole Life of Plants. Il remporte le prix Balzan en 1982 en reconnaissance de ses contributions à la botanique .